# Réginon de Prüm
Réginon de Prüm (842-915) est un chroniqueur et canoniste médiéval.

## Biographie
Il naquit à Altrip près de Spire (actuellement en Allemagne). Réginon fut chroniqueur et instruit au monastère de Prüm, y devint moine et, en 892, juste après que le monastère fut mis à sac par les Danois, en fut nommé abbé. En 899 cependant, il fut déchu de ce titre et partit à Trèves, où il fut nommé abbé de Saint-Martin. Il mourut en 915 et est enterré dans l'abbaye Saint-Maximin de Trèves : son tombeau y a été découvert en 1581.

### Œuvre
Réginon a écrit une Chronique traitant de l'histoire du monde du commencement de l'ère chrétienne à 906, tout particulièrement en Lorraine et aux alentours. Il l’a dédiée à Adalbéron, évêque d'Augsbourg († 909). Le premier livre (qui va jusqu’en l’an 741) consiste principalement en extraits de Bède, de Paul Diacre et d'autres auteurs. La dernière partie du deuxième livre (741-906) est particulièrement intéressante, bien que la chronologie soit fautive et que l'auteur se soit principalement basé sur la tradition et les on-dit pour son information ; il a en effet également eu accès à des sources intéressantes, notamment d’origine bretonne. Le travail a été poursuivi à partir de 967 par un moine de Trèves, probablement Adalbert, archevêque de Magdebourg († 981). La chronique a été éditée pour la première fois à Mayence en 1521.
Réginon de Prüm est également l'auteur d'une collection canonique systématique connue sous le nom De synodalibus causis. Dans le canon Episcopi promulgué en 906, Réginon affirme que les femmes qui prétendent chevaucher la nuit avec les démons sont victimes d'illusions diaboliques. Cette doctrine sera ensuite combattue par les ecclésiastiques qui persécuteront les sorcières aux XVIe siècle et XVIIe siècle (à partir du Malleus Maleficarum).

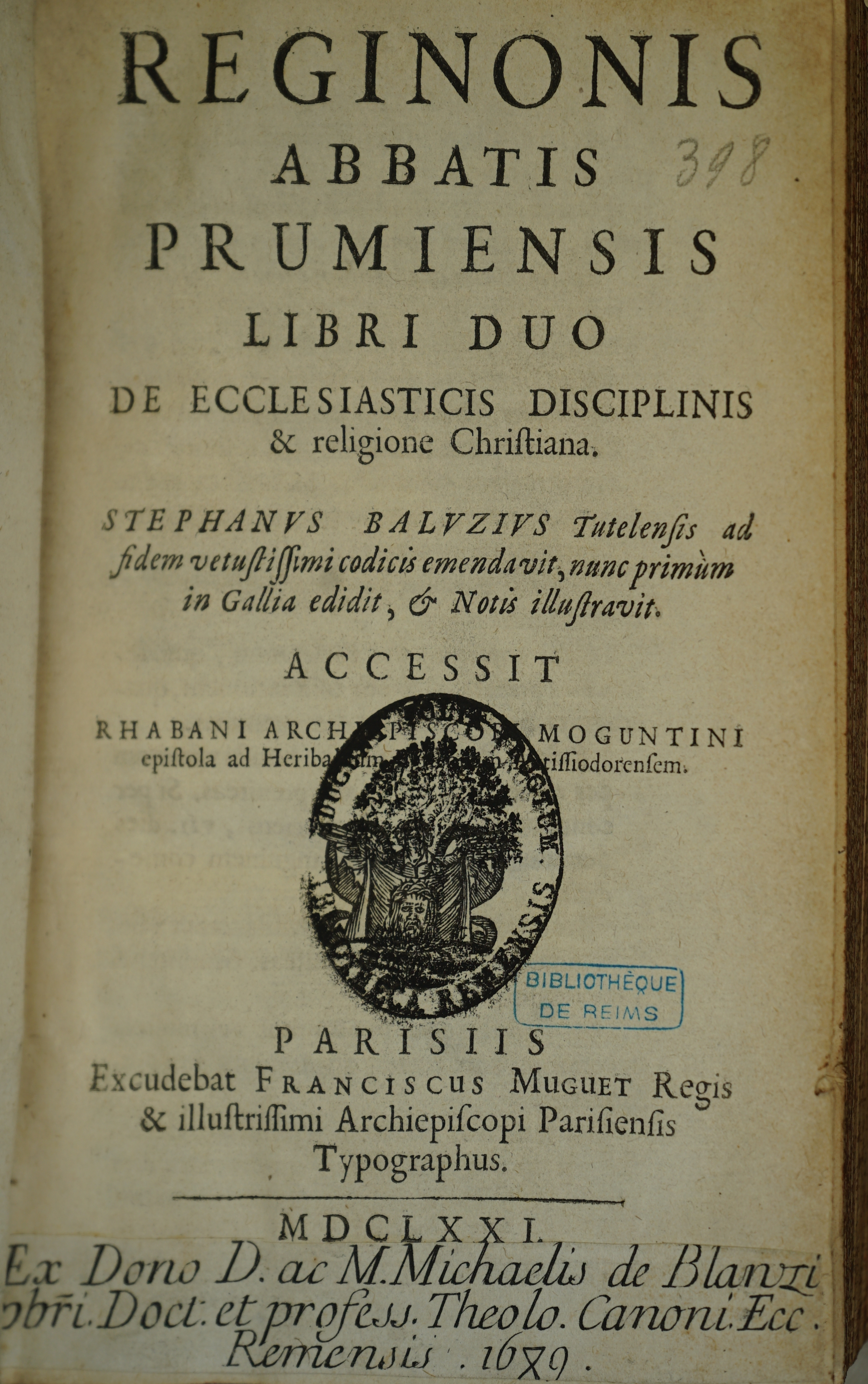
de ecclesiasticis disciplinis page de garde, Bibliothèque Carnegie (Reims).

## Œuvres
- Chronique, éd R. Rau, Quellen z. Karol Reichsgesch. III, Darmstadt, 1960
- Libellus de ecclesiastica disciplina et religione christiana, Patrologia latina, t. 132.